# La vendetta dello scemo
La vendetta dello scemo, conosciuto anche come Lo scemo Salvatore, è un film italiano del 1921 diretto da Umberto Mucci, il terzo dei quattro film prodotti dalla Falero Film di Napoli, tutti ispirati alla Sceneggiata napoletana. In particolare questa pellicola ebbe dei problemi di censura: la scena di uno strangolamento fu sostituita da una didascalia ("L'ho uccisa!"), e la didascalia "Lo scemo gusta la vendetta" venne eliminata. Questo fu l'ultimo film di Guido Petrungaro e Paola Pezzaglia.